# Питтс, Рафи
Рафи Питтс (англ. Rafi Pitts, перс. رفیع پیتز‎; род. 1967[…], Мешхед) — иранский кинорежиссёр.

## Биография
Родился в Мешхеде, Иран, его отец — англичанин. Провёл детство в Тегеране, где жил в квартире на цокольном этаже под студией постпродакшн. В 1981 году переехал в Англию во время ирано-иракской войны. В 1991 году окончил Политехнический институт в центральном Лондоне, получив степень бакалавра с отличием по специальности «Кино и фотография». Его первый короткометражный фильм «В изгнании» (1991 год) был представлен в том же году на Лондонском международном кинофестивале. В 1990-х годах переехал в Париж и работал над фильмами Леоса Каракса, Жака Дуайона и Жана-Люка Годара.
Получивший образование во Франции и Англии, Рафи Питтс принадлежит к «новой волне» иранского кино, получившей множество престижных наград на международных фестивалях.
В 1996 году у него появилась возможность снимать в Иране, и он стал первым режиссером в изгнании, который сделал это после Революции 1979 года. Его первый полнометражный фильм «Пятый сезон» (1997) стал первой франко-иранской совместной продукцией после Революции 1979 года.
В 2006 году был номинирован на премию «Золотой медведь» Берлинского кинофестиваля за свой фильм «Это зима». Его фильм 2010 года «Охотник» был номинирован на премию «Золотой медведь» на 60-м Берлинском международном кинофестивале. Его фильм 2016 года «Я — Неро» получил награду за лучший фильм на 12-м Международном кинофестивале в Бухаресте.

## Награды
- Золотой медведь, номинация, Берлинский кинофестиваль, 2006 год.
- Гран-при, Парижский кинофестиваль, 2001 год.
- Золотая луна Валенсии, Cinema Jove — Международный кинофестиваль в Валенсии, 2001 год.
- Золотое колесо, Азиатский кинофестиваль в Везуле, Франция, 2001 год.
- Гран-при OCIC, Международный кинофестиваль в Амьене, 1997. год
- Специальный приз жюри, Международный кинофестиваль в Мангейме — Гейдельберге, 1997 и 2000 годы.

## Фильмография
- 2023 год: «Эврика».
- 2016 год: «Я — Неро».
- 2011 год: «60 секунд одиночества в нулевом году».
- 2010 год: «Охотник».
- 2006 год: «Это зима».
- 2003 год: «Абель Феррара: Не виновен» (документальный фильм из сериала «Cinema de Notre Temps»).
- 2000 год: «Санам».
- 1997 год: «Пятый сезон».